# 蓄熱

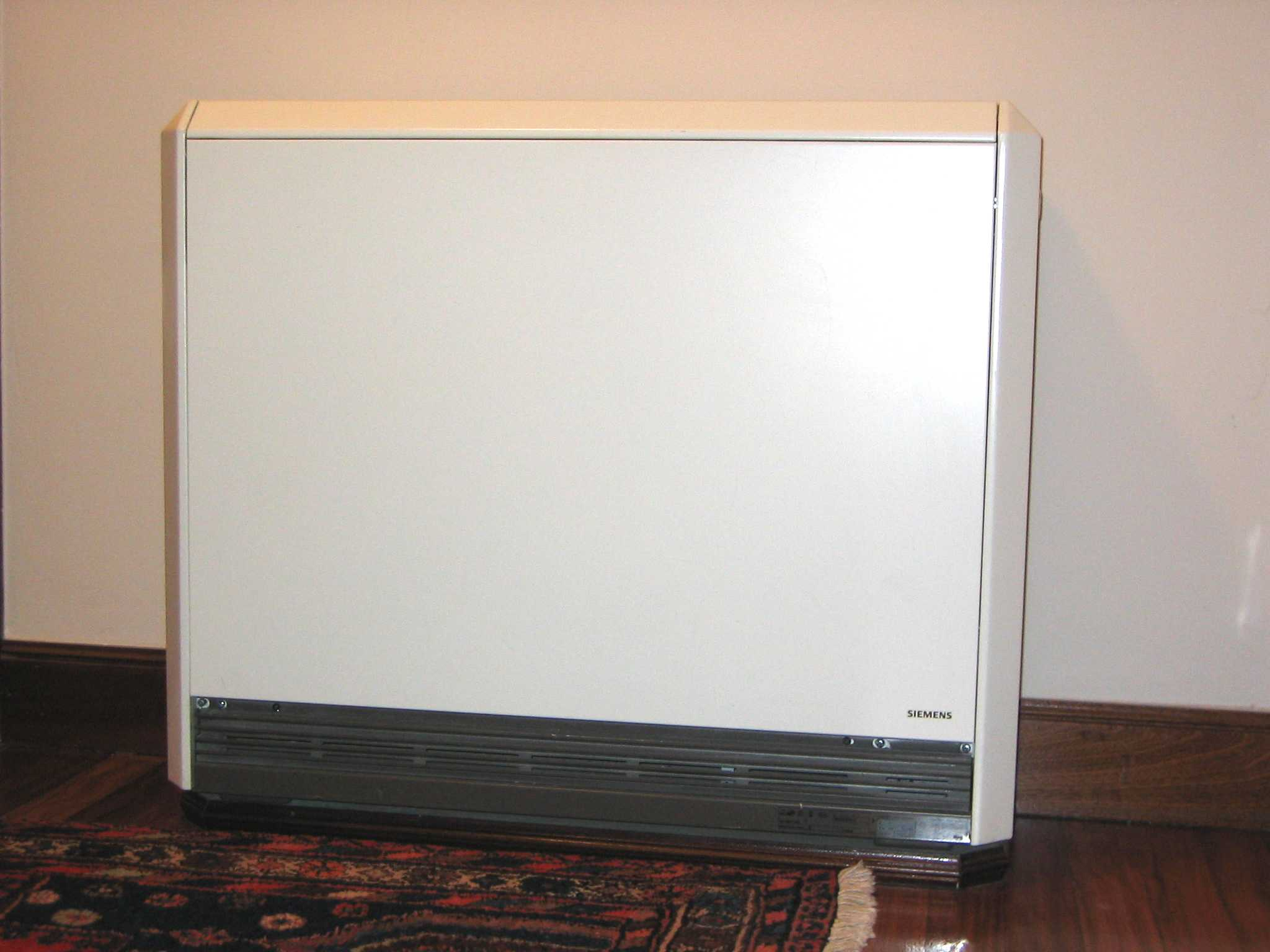
シーメンス製蓄熱式暖房機

蓄熱（ちくねつ）とは、熱を蓄えることである。最大需要時に蓄えを利用することで、熱源設備の容量を縮小することができる。また、移動施設においては蓄えた熱のみで対応し熱源設備の設置または運転を不要にできる。
家庭内での貯湯式給湯器・製氷・保冷剤によるクーラーボックスの保冷は、蓄熱の身近な例である。熱を蓄えるために使用される媒体は、蓄熱槽の水（氷）・潜熱蓄熱材・地中・建物の躯体など様々である。

## 夜間電力利用
電力料金の安い夜間に冷熱・温熱を蓄え、昼間の熱負荷の大きな時間帯に利用するものであり、初期投資は大きくなるがライフサイクルコストは安くなる。
- 電熱式深夜電気給湯機
- ヒートポンプ給湯機 : エコキュート
- 氷蓄熱エア・コンディショナー : エコアイス
- 氷蓄熱冷蔵ショーケース
- 電気蓄熱暖房機

## 冷凍応用
- 物流用蓄熱式保冷システム - あらかじめ冷却しておいた保冷剤で冷却することで車両の熱源設備を不要とする。
- 流下膜式凍結濃縮システム - 夜間に排水を凍結濃縮し、昼間に冷熱を利用しながら解凍するもの。